# Lea De Mae
Lea de Mae eller Andrea Absolonova, född 26 december 1976, död 9 december 2004, var en tjeckisk porrskådespelare. Hon dog av en hjärntumör 2004. 